# Swire Coca-Cola, USA
Swire Coca-Cola, USA Bottling Company är en amerikansk dryckestillverkare som producerar och distribuerar olika produkter som läskedrycker, energidrycker, juicer, fruktdrycker, kaffe, teer och vatten från olika uppdragsgivare, dock främst från den amerikanska multinationella dryckestillverkaren The Coca-Cola Company. Företaget säljer drycker i 13 delstater.
De har sitt ursprung från 1965 när företagsgruppen Swire Groups dotterbolag Swire Pacific gick in i dryckesbranschen när de startade upp en dryckestillverkare i Hongkong. 1978 inledde man en amerikansk expansion och förvärvade dryckestillverkaren Coca-Cola Bottling Co. i Salt Lake City i Utah, den hade tillverkat Coca-Cola-produkter sedan 1905. Det är dock okänt när de bytte till det nuvarande företagsnamnet.
Företaget omsätter årligen omkring två miljarder amerikanska dollar och har en personalstyrka på fler än 6 700 anställda. Huvudkontoret ligger i Draper i Utah.

## Delstater
De säljer i följande delstater:
| - Arizona - Colorado - Idaho - Kalifornien - Kansas | - Nebraska - Nevada - New Mexico - Oregon - South Dakota | - Utah - Washington - Wyoming |

## Varumärken
Ett urval av varumärken som de producerar/säljer:
- 7 Up
- Caffeine-Free Diet Coke
- Coca-Cola
- Coca-Cola Zero Sugar
- Dasani
- Diet Coke
- Diet Dr Pepper
- Dunkin' Donuts (kaffe)
- Dr Pepper
- Fanta
- Fanta Zero
- Fresca
- Fuze Iced Tea
- Mello Yello
- Mello Yello Zero
- Minute Maid
- Monster Energy
- Powerade
- Powerade Zero
- Schweppes
- Smartwater
- Sprite
- Sprite Zero
- Vitaminwater
- Vitaminwater Zero
- Zico